# بچه‌های پاریس (فیلم)
بچه‌های پاریس توسط کارگردان فرانسوی رز بوش کارگردان فرانسوی در سال ۲۰۱۰ ساخته شده‌است. این فیلم دربارهٔ نسل‌کشی یهودیان، در فرانسه توسط نیروهای نازی در عملیاتی به نام باد بهاری با همکاری دولت ویشی فرانسه است. در فرانسه این فیلم با نام (به فرانسوی: La rafle) اکران می‌شود.

## داستان فیلم
فیلم حول محور دانش‌آموز ۱۱ سالهٔ یهودی می‌چرخد که جزو برترین‌های مدرسه و مورد علاقهٔ معلمین و همکلاسی‌های خود است. تنها مشکل او ستارهٔ داوود زرد رنگی است که روی لباس او دوخته شده و او را با دیگر دانش‌آموزان متمایز می‌سازد…

## عملیات باد بهاری
عملیاتی که در آن نازی‌ها با همکاری دولت وقت فرانسه به رهبری مارشال پتن ۲۸ هزار یهودی را طی ۵ روز در پاریس دستگیر می‌کنند. سپس آن‌ها را در قرارگاهی نزدیک برج ایفل قرار داده و سپس به شرق و ارودگاه کار اجباری آشویتز منتقل می‌کنند. تاریخ شروع این عملیات ۱۶ ژوئیه ۱۹۴۲ بود.